# Protambulyx australis
Protambulyx australis är en fjärilsart som beskrevs av Clark 1937. Protambulyx australis ingår i släktet Protambulyx och familjen svärmare. Inga underarter finns listade i Catalogue of Life.